# Santa Salete
Santa Salete este un oraș în São Paulo (SP), Brazilia.